# 荻原賢次
荻原 賢次（おぎはら けんじ、1921年10月30日 - 1990年1月7日）は、日本の漫画家。

## 略歴・人物
祖先は松本藩士であったという。神奈川県横浜市で生まれ、東京市浅草区（現：東京都台東区）の「職人の多い下町」で育つ。少年時代に、湯島聖堂の斯文会で『日本外史』などを通じ、漢文に親しみ、歴史の素養を身につける。小島尋常小学校卒業後、商業補習学校、研数学館などを転々とする。この間、川端画学校を中退したほか、クロッキー研究所に在籍している。クロッキー研究所ではのちにともに漫画家になる根本進、塩田英二郎、上田トシコ、永井保らと知り合う。
自作漫画を雑誌に投稿して頭角を現すと、1939年には永井に、その永井が所属する若手漫画家のグループ「漫画突撃隊」へ勧誘される。荻原は加入するとともに、「名称に抵抗を感じて」、「みんなを説得して」グループ名称を「漫画協団」に改称させた。弱冠17歳でのプロデビューとなった。近藤日出造主宰の『漫画』などに寄稿した。1942年に、陸軍報道班員としてビルマ戦線に従軍し、1944年には中国に従軍した。報道班時代の上官に清水幾太郎や高見順がいた。
戦後は、塩田、永井とともに漫画集団の結成メンバーとなり、『日本意外史』『花咲ける武士道』『宮本武蔵』『忍術武士道』『瓦版繁盛記』などの「まげもの漫画」と称される、現代ではなく歴史上の日本を舞台としたナンセンス漫画で人気を集め、加藤芳郎、横山泰三とともに「戦後派三羽烏」と称された。なお荻原自身は、文春漫画賞を受賞した際、「二羽烏とすべきところを、マスコミが二羽では語呂が悪いので、誰か他にいないかとさがした末に私を加えて三羽烏とした」「それによって勉強せざるを得なかったから、私のためにはよかった」と謙遜している。1951年には3ヶ月間のみではあるが読売新聞夕刊に『グンナイ君』を連載した。1960年代には日本経済新聞夕刊に『なんとか侍』、中日新聞・東京新聞・北海道新聞・西日本新聞各夕刊に『クラリさん』を連載した。
晩年にいたっても若手の漫画作品を読みあさるなど、研究欲が旺盛で1988年の毎日新聞によるインタビューで、「漫画は韻文。コマ割りに起承転結があり、メリハリがきいている」「劇画は散文。どぎつく、恨みつらみをはらすためのストーリー展開で文学でいえば方丈記」と評している。
1990年に死去した。68歳没。

### 受賞歴
- 1960年 第6回文藝春秋漫画賞（『瓦版繁盛記』）[1][3][4][5]

## 著書
- 忍術武士道（実業之日本社ホリデー新書、1966年→小学館文庫、1977年）
- 現代漫画 第1期3 荻原賢次集（筑摩書房、1970年）